# РД-7
РД-7 (ВД-7) — советский одновальный турбореактивный двигатель, производившийся малой серией. Аббревиатура РД означает «реактивный двигатель».
Разработан конструктором Владимиром Алексеевичем Добрыниным (первоначальное обозначение — ВД-7), был предназначен для установки на стратегический бомбардировщик Мясищева Тип 103 (M-4, позже 3М).
Двигатель выпускался небольшими сериями. Один из вариантов двигателя был установлен на самом большом экраноплане КМ.

## 3М
При выборе двигателей для модернизации самолёта М-4 ставку сделали на ВД-7, взлётная тяга которых превышала 11 000 кгс, а крейсерский расход топлива составлял 0,73-0,8 кг/кгс·ч (у РД-3 — до 1,03), как у лучших зарубежных образцов. Применив эти двигатели, увеличив количество топлива на борту, установив систему дозаправки в полёте, а также улучшив аэродинамику, новый самолёт, получивший обозначение 3М мог достичь самой удалённой точки США.
Однако эти двигатели затянули сроки окончания государственных испытаний самолёта — на взлётном режиме наблюдались опасные автоколебания лопаток первых ступеней компрессора. Для решения этой проблемы на ВД-7Б ограничили обороты, при этом максимальная тяга уменьшилась на 2000 кгс, и пришлось снижать взлётный вес за счёт уменьшения запаса топлива. Так как ВД-7Б выпускались в ограниченном количестве и в невысоком темпе, то с ними построили примерно половину бомбардировщиков, получивших обозначение ЗМН («Н» — новый двигатель). Остальные машины, получившие обозначение ЗМС («С» — старый двигатель), оснастили двигателями РД-3М.
При взлёте верным признаком «эмок» с двигателями ВД-7Б был мощный коптящий выхлоп. Серийные ВД-7Б производства уфимского завода № 26 после кропотливой доводки имели ресурс всего 200 ч — в 6,5 раза меньше, чем РД-ЗМ-500. Надёжность их также была хуже, что вкупе с отсутствием чрезвычайного режима значительно снижало безопасность эксплуатации самолёта и вызывало обоснованное недовольство заказчика. В 1960-е гг. часть ЗМН переоснастили двигателями РД-ЗМ-500.

## Модификации
- ВД-7Б: Улучшенный вариант с увеличенной надёжностью для бомбардировщиков и заправщиков семейства 3М.
- ВД-7П: Двигатель с улучшенным компрессором для увеличения мощности на больших высотах.
- РД-7М: Разработан П. А. Колесовым для сверхзвуковых полетов. Предназначался для бомбардировщика Ту-22.
- РД-7М-2: Оснащён улучшенной форсажной камерой и соплом.
- ВД-7МД: Двигатель без форсажной камеры для транспортного самолёта ВМ-Т «Атлант».

| Модификация                    | ВД-7         | ВД-7Б        | ВД-7П        | РД-7М        | РД-7М-2      | ВД-7МД       |              |              |              |              |              |
| Общие данные                   | Общие данные | Общие данные | Общие данные | Общие данные | Общие данные | Общие данные | Общие данные | Общие данные | Общие данные | Общие данные | Общие данные |
| ------------------------------ | ------------ | ------------ | ------------ | ------------ | ------------ | ------------ | ------------ | ------------ | ------------ | ------------ | ------------ |
| Применение                     | 3М, КМ       | 3МН, 3МД     | 3МЕ          | Ту-22        | Ту-22        | ВМ-Т         |              |              |              |              |              |
| Годы производства              |              |              |              |              | 1965-1977    |              |              |              |              |              |              |
| Массогабаритные характеристики |              |              |              |              |              |              |              |              |              |              |              |
| Масса, кг                      |              |              |              |              |              |              |              |              |              |              |              |
| Длина, мм                      |              |              |              | 4850         |              |              |              |              |              |              |              |
| Диаметр, мм                    |              |              |              | 1330         |              |              |              |              |              |              |              |
| Рабочие характеристики         |              |              |              |              |              |              |              |              |              |              |              |
| Тяга, кгс                      | >11000       | 9320         | 11080        | 10300        |              | 10750        |              |              |              |              |              |
| Тяга на форсаже, кгс           | 13000        |              |              | 15690        | 16180        | -            |              |              |              |              |              |